# Dialgaye
Dialgaye ist sowohl eine Gemeinde (französisch commune rurale) als auch ein dasselbe Gebiet umfassendes Departement im westafrikanischen Staat Burkina Faso in der Region Centre-Est und der Provinz Kouritenga. Die Gemeinde hat in 28 Dörfern 37.778 Einwohner, in der Mehrzahl Angehörige der Mossi.
Dialgaye liegt an der Nationalstraße nach Togo und wurde von Naaba Kougri gegründet.